# Ventricularia borneensis
Ventricularia borneensis là một loài thực vật có hoa trong họ Lan. Loài này được J.J.Wood miêu tả khoa học đầu tiên năm 1998.